# Бадяутдинов, Михаил Рашидович
Михаи́л Раши́дович Бадяутди́нов (11 октября 1989, Москва, СССР) — российский футболист, защитник.

## Карьера
Родился в татарской семье в Москве. В возрасте семи лет в школу «Спартака» его привёл отец. В 2006 году, когда ему было 16 лет, впервые был заявлен за молодёжный состав «Спартака», дебютировал в рядах дубля через год. 24 апреля 2009 года перешёл в казанский клуб «Рубин-2», в составе которого выступал во втором дивизионе. В начале 2010 года отправился на сборы вместе с основной командой «Рубина», вскоре был впервые вызван в молодёжную сборную России по футболу. 1 марта 2010 года официально перешёл в «Рубин», заключив с клубом четырехлетний контракт. В этом сезоне он выступал за молодёжный состав «Рубина», проведя 9 матчей и забив один гол. В начале 2011 года побывал на просмотре в латвийском клубе «Вентспилс», который пожелал заключить контракт с молодым защитником, но соглашение не было подписано. До августа 2011 года играл в московском любительском клубе «Квазар», пока не открылся летний трансферный период, и не перешёл в «Вентспилс». В своём дебютном матче против рижского «Олимпа» вышел на замену на 61-й минуте и вскоре отметился двумя забитыми голами, матч в итоге закончился со счётом 6:1.

## Статистика
| Выступление      | Выступление           | Выступление      | Чемпионат | Чемпионат | Кубок | Кубок | Еврокубки | Еврокубки | Итого | Итого |
| Клуб             | Лига                  | Сезон            | Игры      | Голы      | Игры  | Голы  | Игры      | Голы      | Игры  | Голы  |
| ---------------- | --------------------- | ---------------- | --------- | --------- | ----- | ----- | --------- | --------- | ----- | ----- |
| Спартак (Москва) | Турнир дублёров       | 2006             | 0         | 0         | —     | —     | —         | —         | 0     | 0     |
| Спартак (Москва) | Турнир дублёров       | 2007             | 10        | 0         | —     | —     | —         | —         | 10    | 0     |
| Спартак (Москва) | Молодёжное первенство | 2008             | 4         | 0         | —     | —     | —         | —         | 4     | 0     |
| Рубин-2          | Второй дивизион       | 2009             | 29        | 2         | 2     | 0     | —         | —         | 31    | 2     |
| Рубин            | Молодёжное первенство | 2010             | 9         | 1         | —     | —     | —         | —         | 9     | 1     |
| Вентспилс        | Высшая лига           | 2011             | 4         | 2         | —     | —     | —         | —         | 4     | 2     |
| Вентспилс        | Высшая лига           | 2012             | 9         | 0         | 1     | 0     | 2         | 0         | 12    | 0     |
| Всего за карьеру | Всего за карьеру      | Всего за карьеру | 65        | 5         | 3     | 0     | 2         | 0         | 70    | 5     |